# Monestier-Port-Dieu
 Monestier-Port-Dieu  (en occitano Monestier Pòrt Diu) es una comuna y población de Francia, en la región de Lemosín, departamento de Corrèze, en el distrito de Ussel y cantón de Bort-les-Orgues.
Su población en el censo de 2008 era de 125 habitantes.
Está integrada en la Communauté de communes de Plateau Bortois .

## Demografía
| 183 | 203 | 155 | 153 | 143 | 116 | 125 |
| Para los censos de 1962 a 1999 la población legal corresponde a la población sin duplicidades (Fuente: INSEE [Consultar]) |     |     |     |     |     |     |